# Oversley
Oversley var en civil parish 1866–1949 när det uppgick i Alcester i grevskapet Warwickshire i England. Civil parish var belägen 11 km från Stratford-upon-Avon och hade 259 invånare år 1931. Byn nämndes i Domedagsboken (Domesday Book) år 1086, och kallades då Oveslei.